# Adolph Lønborg
Christian Adolph Barfod Lønborg (5. september 1835 i Nykøbing Falster – 27. oktober 1916 på Frederiksberg) var en dansk fotograf, fader til Cani og Harald Lønborg.
Lønborg var søn af urmager Didrik Bech Lønborg og Frederikke Pouline Priergaard. Han kom i lære hos malermester Geisler, men uddannede sig i øvrigt på Kunstakademiet fra 1850 og var samtidig privat elev hos Wilhelm Marstrand, fik Akademiets lille sølvmedalje 1860.
1891 var han på rejse i Tyskland og Belgien (på K.A. Larssens Rejsestipendium). Han vandt bronzemedalje på Parisudstillingen 1878 som fotograf for portrætgruppering.
Lønborg havde særlig lagt sig efter portrætlitografien og arbejdede bl.a. for Emil Bærentzen & Co.'s lithografiske Institut, men allerede 1865 nedsatte han sig som fotograf i Nakskov, hvorfra han 1871 flyttede til København og fik atelier på Østergade 16, senere i Matthias Hansens Gård på Amagertorv 6. Han har udført en del portrætlitografier i tidens genre, dels efter fotografi, dels efter naturen; således kan nævnes et portræt af svogeren, litograf Harald Jensen efter dennes selvportrættegning. Et af hans hovedværker er et portræt af den aldrende N.F.S. Grundtvig i profil (1872). Han er repræsenteret i Kobberstiksamlingen og på Det Kongelige Bibliotek.
Han blev gift 7. juni 1865 i Nakskov med Conradine Hansen (13. december 1838 i Arninge – 19. december 1908 i København), datter af skolelærer Niels Hansen og Conradine Knuthsen. Han er begravet på Solbjerg Parkkirkegård.